# Synagoge (Lengnau)

Vorderseite (März 2023)

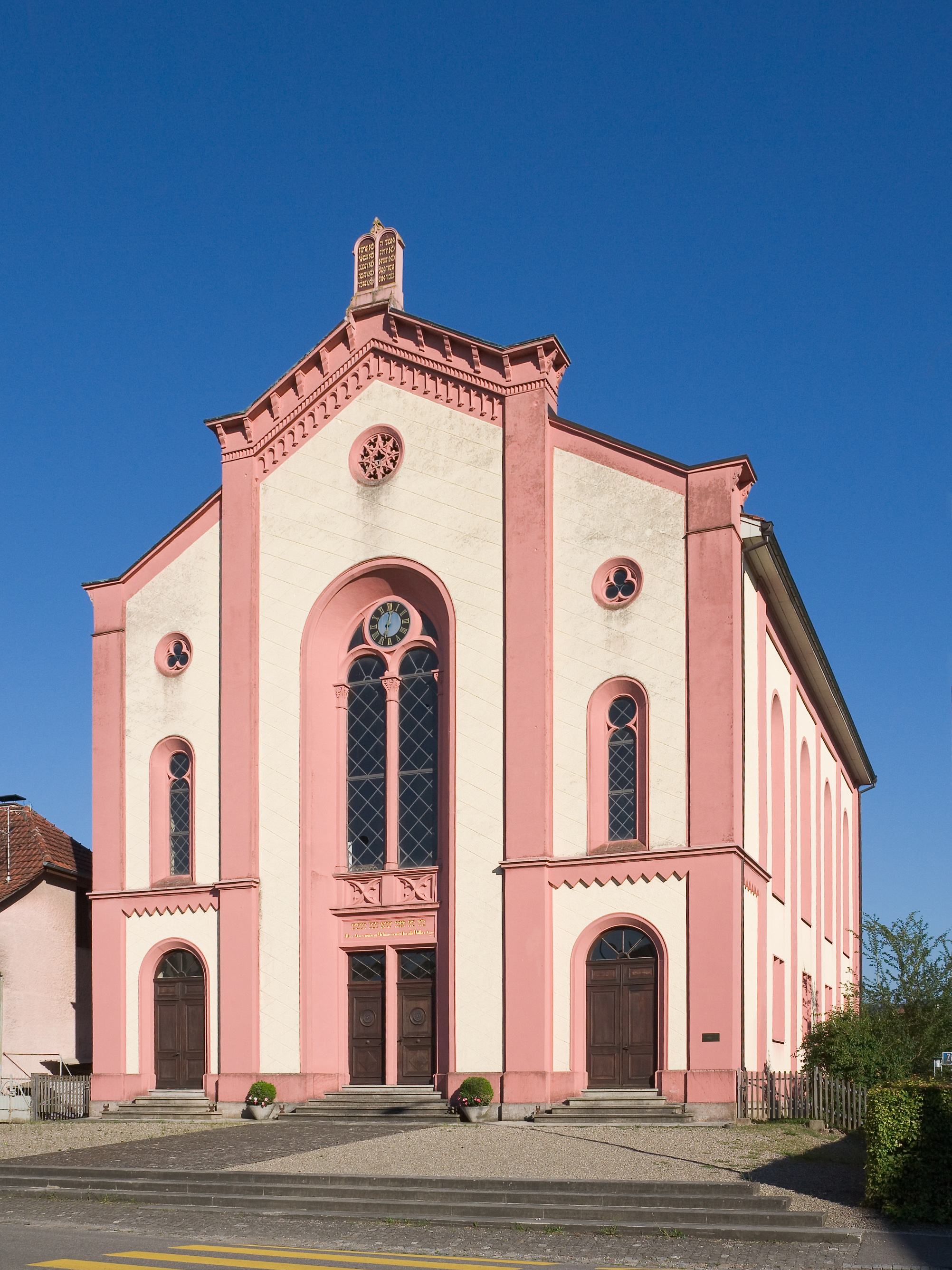
Alte Farbgebung vor der Renovation 2021/2022

Die Synagoge Lengnau ist eine Synagoge in der Gemeinde Lengnau im Schweizer Kanton Aargau. Sie wurde zwischen 1845 und 1847 nach Plänen von Ferdinand Stadler errichtet. Das Bauwerk im Rundbogenstil der Neuromanik steht unter kantonalem Denkmalschutz und ist als Kulturgut von nationaler Bedeutung eingestuft.

## Geschichte
Vom frühen 17. bis zur Mitte des 19. Jahrhunderts waren Lengnau und das benachbarte Endingen die einzigen Orte der Schweiz, in denen sich Juden dauerhaft niederlassen konnten. Von 1776 bis 1866 besassen sie keinerlei Wohnrecht ausserhalb dieser beiden Dörfer im Surbtal. Zu Beginn des 18. Jahrhunderts nutzten die Lengnauer Juden einen umgebauten Schuppen neben der Mühle. Ab 1750 verfügten sie über eine eigene Synagoge, dabei handelte es sich um den ersten jüdischen Kultbau der Neuzeit in der Schweiz. Schon bald erwies sie sich jedoch als zu klein.
Der Zürcher Architekt Ferdinand Stadler erhielt 1845 den Auftrag zum Bau einer neuen Synagoge. Der alte Standort kam aus Platzgründen nicht in Frage, weshalb die jüdische Gemeinde einen Bauplatz mitten im Dorf erwarb. Stadlers Kostenberechnung erwies sich als sehr ungenau. Statt wie vorgesehen 24'000 Franken betrugen die Baukosten schliesslich 40'000 Franken. Grund dafür war der sumpfige Grund, der ein aufwändigeres Fundament erforderte. Nach etwas mehr als zweijähriger Bauzeit konnte das Bauwerk am 6. August 1847 eingeweiht werden.
Eine erste Restaurierung erfolgte im Jahr 1948, als man die Gebäudehülle sanierte und die Malereien im Innern ausbesserte. In den 1960ern wurden eine sehr umfassende Sammlung von Mappot (die Lengnauer Mappot) in der Frauengalerie gefunden. Heute sind sie im Jüdischen Museum der Schweiz. 1983/84 erfolgte eine umfassende Aussenrestaurierung der Synagogue, in den Jahren 1995 bis 1997 eine Restaurierung im Innern. Da fast alle Lengnauer Juden in die grösseren Städte abgewandert sind, wird die Synagoge heutzutage vor allem für kulturelle Veranstaltungen und Trauungen genutzt.

## Gebäude

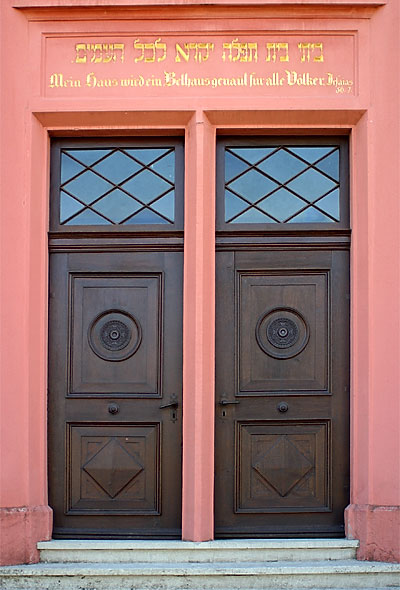
Eingangsportal

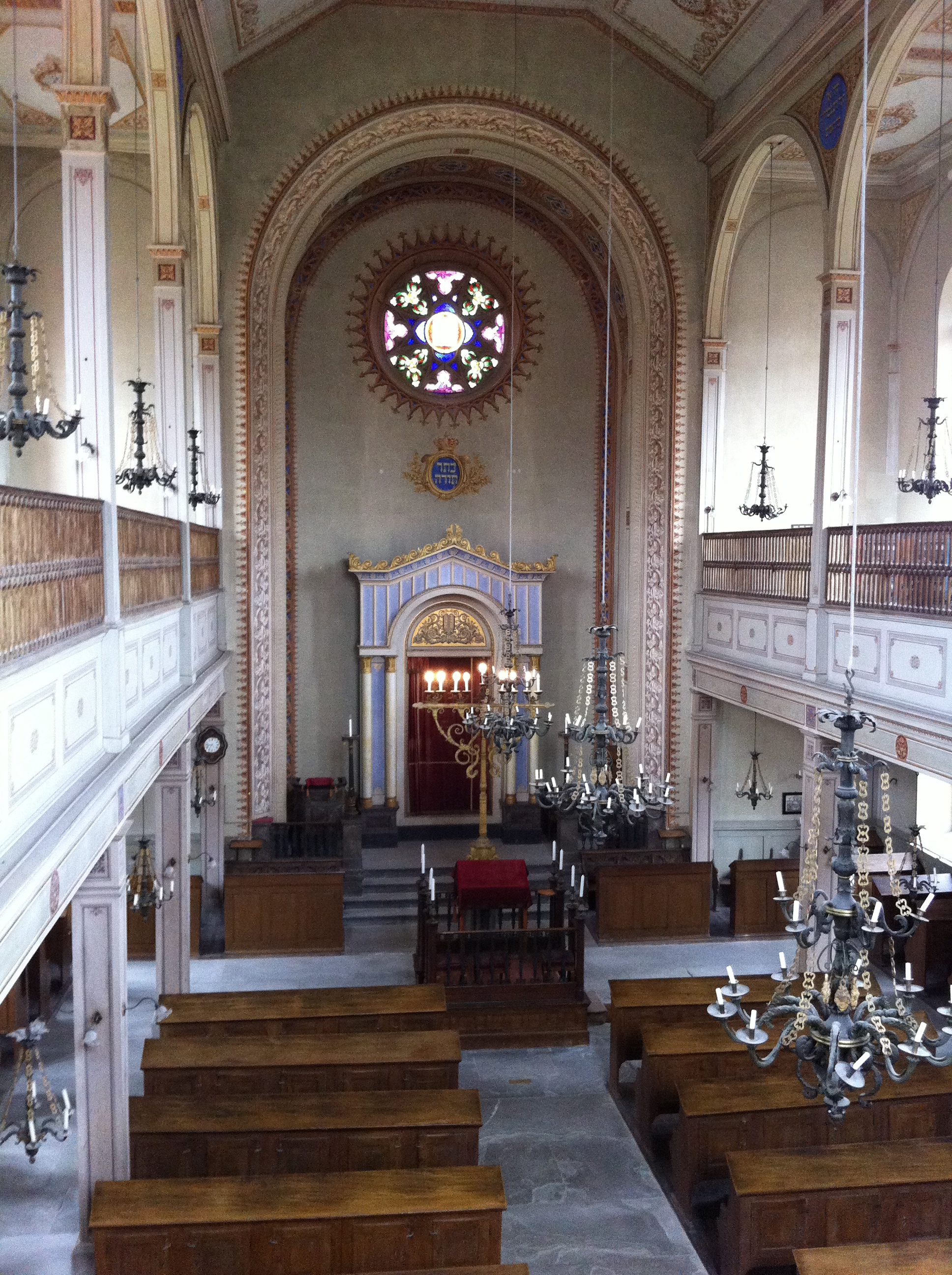
Innenraum

Die Synagoge steht inmitten des Dorfkerns auf einer leicht erhöhten Plattform, durch einen Vorplatz von den umgebenden Häusern getrennt. Architekt Ferdinand Stadler wählte für das Gebäude den Rundbogenstil, eine Spielart der Neuromanik, die er von seinem Lehrmeister Heinrich Hübsch übernommen hatte. Das Bauwerk besitzt einen rechteckigen Grundriss und ein flach geneigtes Satteldach. Die Eingangsfront weist eine Lisenengliederung auf. Die Fassade wurde bei der Renovation 1983 in einem kräftigen dunklen Altrosaton bemalt. Bei der Renovation 2022 kehrte sie jedoch wieder zur originalen vanillegelben Farbe zurück.
Im vorspringenden, überhöhten Mittelrisalit befindet sich das Hauptportal, flankiert von den beiden Eingängen für die Frauen. Ein Rundbogen verbindet das Hauptportal mit dem zweiteiligen Mittelfenster, in dessen Scheitel nachträglich eine Uhr angebracht wurde. Über den Nebentüren sind weitere schmale Rundbogenöffnungen angebracht. Der Giebel des Mittelrisalits wird von einer steinernen Gesetzestafel bekrönt. Auf dem Gesims zwischen Portal und Mittelfenster steht in hebräischer und deutscher Sprache ein Zitat aus Jesaja 56,7:
ביתי בית תפלה יקרא לכל העמים
Mein Haus wird ein Bethaus genannt für alle Völker
Im Gegensatz zur aufwändig gestalteten Hauptfassade präsentieren sich die Seitenfassaden relativ zurückhaltend. Hier wählte Stadler ein schlichtes Rahmenwerk mit glatten Lisenen. Eine achtteilige Masswerkrosette schmückt die vorspringende rechteckige Apsis an der Südostfassade.
Der Innenraum ist ein dreischiffiger Saal mit vier Jochen und gebrochener Decke. Auf drei Seiten ist das Mittelschiff von einer den Frauen zugewiesenen Empore umgeben, die auf filigranen hölzernen Stützen ruht. Eine freie Sichtachse öffnet sich auf die Almemor und den dahinter aufragenden Leuchter. In einer rechteckigen erhöhten Nische, die der Apsis entspricht, befindet sich der Toraschrein. Die Wand- und Deckenmalereien zeigen Ornamente und stilisierte Pflanzenmotive. Dunkle Flechtwerkbänder trennen auf der Höhe der Stützenpaare die streng symmetrischen Deckenfelder voneinander.
Insgesamt zielen die Malereien darauf ab, eine möglichst plastische Wirkung zu erzielen. Das Besondere an der Lengnauer Dekorationsmalerei sind die Ockertöne, welche die stofflichen Qualitäten von Messing, Kupfer und Gold nachahmen (Glätte, Härte, Glanz, Umrisse). Dadurch entsteht der Eindruck von Goldschmiedearbeiten.